# Wrubiwka
Wrubiwka (ukrainisch Врубівка; russisch Врубовка/Wrubowka) ist eine Siedlung städtischen Typs im Osten der Ukraine mit etwa 1000 Einwohnern.

## Geographie
Der Ort in der Oblast Luhansk ist nahe der Grenze zur Oblast Donezk, etwa 12 Kilometer nördlich der ehemaligen Rajonshauptstadt Popasna und 69 Kilometer westlich der Oblasthauptstadt Luhansk gelegen.
Am 12. Juni 2020 wurde die Siedlung ein Teil der neugegründeten Stadtgemeinde Popasna, bis dahin bildete sie zusammen mit dem Dorf Nowoiwaniwka (Новоіванівка) sowie der Ansiedlung Mykolajiwka (Миколаївка) die gleichnamige Siedlungsratsgemeinde Komyschuwacha (Комишуваська селищна рада/Komyschuwaska selyschtschna rada) im Westen des Rajons Popasna.
Seit dem 17. Juli 2020 ist sie ein Teil des Rajons Sjewjerodonezk.

## Geschichte
Der Ort wurde 1948 offiziell gegründet, eine Siedlung bestand auf einem Staatsgut allerdings schon seit 1922, seit 1963 hat er den Status einer Siedlung städtischen Typs.